# Untitled (singel)
Western Vinyl, även kallad Untitled är Songs: Ohias tredje singel, utgiven 1999. Skivan utgavs på Western Music

## Låtlista

### A-sida
1. "7th Street Wonderland" - 3:09

### B-sida
1. "Darling You Are..." - 3:49